# The Four Feathers (1939)
The Four Feathers é um filme épico britânico de 1939, dirigido por Zoltan Korda para a United Artists e London Films. Ambientado no final do século XIX, durante o reinado da Rainha Vitória, é uma adaptação para o cinema do livro de A.E.W. Mason de 1902. Filmado em Technicolor e com locações no Sudão.

## Elenco
- John Clements...Harry Faversham
- Ralph Richardson...Capitão John Durrance
- C. Aubrey Smith...General Burroughs
- June Duprez...Ethne Burroughs
- Allan Jeayes...General Faversham
- Jack Allen...Tenente Willoughby
- Donald Gray...Peter Burroughs
- Frederick Culley...Dr. Sutton
- Clive Baxter...Jovem Harry Faversham
- Robert Rendel...Coronel
- Archibald Batty...Ajudante
- Derek Elphinstone...Tenente Parker
- Hal Walters...Joe
- Norman Pierce...Sargento Brown
- Henry Oscar...Dr. Harraz
- John Laurie...Califa

## Sinopse
Segundo os letreiros iniciais, em 1885 as forças britânicas colonialistas do General Gordom são cercadas em Cartum e o líder militar é morto, o que causa a expulsão dos europeus do Sudão. Nessa época, Harry Faversham é o sensível filho pequeno de um rigoroso ex-general da Guerra da Crimeia que teme que ele se torne um covarde e pede aos amigos soldados veteranos que ajudem o menino a seguir a carreira militar. Dez anos depois, Harry é oficial do Regimento Royal North Surrey que é chamado para se juntar ao exército de Sir Herbert Kitchener durante a Guerra Mahdista. Os britânicos são aliados do Egito e tentam reconquistar o Sudão governado pelo califa (referência a Abdallahi ibn Muhammad). Harry está convencido que se acovardará na batalha como temia seu pai e antes da partida, resolve sair do exército, uma vez que o pai está morto e a jovem esposa Ethne Burroughs aparentemente o apoia. Seus três amigos, os oficiais Capitão John Durrance e os Tenentes Burroughs e Willoughby, não o perdoam e lhes enviam um pequeno estojo com três penas brancas (sinal que o consideram um covarde). A quarta pena Harry atribui à esposa, que também se envergonha de seu ato. Harry confidencia seus temores a um velho amigo de seu pai, o ex-cirurgião militar Dr. Sutton, que assegura ao rapaz não ser ele um covarde. Arrependido e decidido a recuperar sua honra, Harry quer voltar ao seu antigo regimento mas é avisado que as tropas estão rodeadas de inimigos no deserto. Ele então vai ao Egito, onde, com a ajuda do médico local Dr. Harraz, amigo do Dr. Sutton, se disfarça de nativo. Com muitas dificuldades ele se encontra com seu regimento em Ondurmã ainda disfarçado, mas não consegue livrá-los da derrota. Após a batalha, Durrance fica cego e os outros dois amigos são feitos prisioneiros do califa. A única esperança deles é Harry que tentará salvá-los e devolver-lhes as penas brancas, recuperando sua honra.

## Outras adaptações
- Four Feathers (1915), filme mudo estrelado por Edgar L. Davenport
- The Four Feathers (1921), filme mudo estrelado por Harry Ham
- The Four Feathers (1929), filme mudo estrelado por Richard Arlen
- Storm Over the Nile (1955), estrelado por Anthony Steel - e novamente com direção de Zoltan Korda.
- The Four Feathers (1977), telefilme com Beau Bridges como o protagonista
- The Four Feathers (2002), estrelado por Heath Ledger e Kate Hudson.

## Recepção
A versão de 1939 é amplamente considerada como a melhor das numerosas adaptações do livro. O crítico Michael Sragow elogia "a corajosa magia do filme", considerando-lhe e ao posterior Lawrence of Arabia (1962), como (tradução livre) "os mais dolorosamente belos de todos os espetáculos do deserto". "Eles [equipe técnica] e elenco fazem tão bem seus trabalhos que a ação se torna poética". A resenha de Time Out cita a "excelente filmagem em Technicolor... e as consistentes performances ao redor". Foi classificado com 100% freshness pelo site Rotten Tomatoes.

## Indicações a prêmios
- Georges Périnal e Osmond Borradaile foram indicados ao Óscar de "Melhor Fotografia Colorida".
- O filme foi indicado a Palma de Ouro do Festival de Cinema de Cannes e a Copa Mussolini do Festival de Cinema de Veneza.